# Joaquim Ferreira
Joaquim Ferreira (ur. 27 kwietnia 1973 w Porto) – portugalski rugbysta grający w pierwszej linii młyna, reprezentant kraju, uczestnik Pucharu Świata w 2007 roku, następnie trener.
Podczas kariery sportowej związany był z klubami Associação Académica Coimbra Rugby i CDUP, z którymi występował również w europejskich pucharach.
W reprezentacji Portugalii w latach 1993–2007 rozegrał łącznie 87 spotkań zdobywając 15 punktów. W 2007 roku został powołany na Puchar Świata, na którym wystąpił w trzech meczach swojej drużyny. Wystąpił również w barwach Barbarian F.C..
Po zakończeniu aktywnej kariery sportowej został trenerem w CDUP, prowadził także z sukcesami narodową kadrę U-21.